# Ванделлиевые
Ванделлиевые (лат. Trichomycteridae) — семейство пресноводных лучепёрых рыб из отряда сомообразных. Состоит из 8 подсемейств, 41 рода и 207 видов. Известны окаменелые образцы этих рыб с раннего плиоцена.
Общая длина представителей этого семейства колеблется от 2,6 до 30 см. Большинство сомов внешним видом напоминают вьюнов. Имеют обычно 2 пары усиков на верхней челюсти. Туловище стройное, удлинённое, кожа гладкая, лишена чешуи. Плавники часто имеют колючки. Сомы из подсемейства Glanapteryginae, родов Eremophilus и Miuroglanis не имеют брюшных плавников. Плавательный пузырь находится в костной капсуле. У большинства видов отсутствует жировой плавник, он имеется только у представителей подсемейства Copionodontinae.
Окраска тела варьирует от белого и серебристого до тёмно-коричневого цвета.
Ведут скрытный образ жизни. Встречаются в быстрых реках и ручьях, в нижней части проливных рек, водопадах, прибрежных островах, в подстилке из листьев, песка, водоемах на высоте 4000-4500 м над уровнем моря. Только один вид (Trichogenes longipinnis) является пелагическим. Некоторые виды постоянно живут в жаберных полостях крупных рыб. Там они и размножаются.
Питаются беспозвоночными, насекомыми, слизью рыб (мукофаги), чешуей (лепидофаги), водорослями, плодами, икрой и мальками рыб. Другие питаются кровью вроде пиявок (гематофаги), насытившись, отваливаются. Среди сомов есть безвредные сомики, которые питаются мелкими беспозвоночными.
Представители подсемейств Vandelliinae и Stegophilinae считаются паразитическими рыбами. Некоторые виды опасны для человека, в том числе обыкновенная ванделлия (Vandellia cirrhosa). Другие используются человеком в северной перуанской кухне.
Распространены в водоёмах Центральной и Южной Америки от Коста-Рики до Чили и Аргентины.

## Классификация
- Подсемейство Copionodontinae
  - Род Copionodon
  - Род Glaphyropoma
- Подсемейство Glanapteryginae
  - Род Glanapteryx
  - Род Listrura
  - Род Pygidianops
  - Род Typhlobelus
- Подсемейство Sarcoglanidinae
  - Род Ammoglanis
  - Род Malacoglanis
  - Род Microcambeva
  - Род Sarcoglanis
  - Род Stauroglanis
  - Род Stenolicmus
- Подсемейство Stegophilinae
  - Род Acanthopoma
  - Род Apomatoceros
  - Род Haemomaster
  - Род Henonemus
  - Род Homodiaetus
  - Род Megalocentor
  - Род Ochmacanthus
  - Род Parastegophilus
  - Род Pareiodon
  - Род Pseudostegophilus
  - Род Schultzichthys
  - Род Stegophilus
- Подсемейство Trichogeninae
  - Род Trichogenes
- Подсемейство Trichomycterinae
  - Род Bullockia
  - Род Eremophilus
  - Род Hatcheria
  - Род Ituglanis
  - Род Rhizosomichthys
  - Род Scleronema
  - Род Silvinichthys
  - Род Trichomycterus
- Подсемейство Tridentinae
  - Род Miuroglanis
  - Род Tridens
  - Род Tridensimilis
  - Род Tridentopsis
- Подсемейство Vandelliinae
  - Род Paracanthopoma
  - Род Paravandellia
  - Род Plectrochilus
  - Род Vandellia